# Marie Hackfeld
Marie Gesine Hackfeld (auch Marie Hackfeld-Pflüger; * 23. April 1829 in Bremen; † 4. Februar 1917 ebenda) war eine deutsche Unternehmerin, Mäzenatin und Frauenrechtlerin.

## Biografie
Hackfeld war die Tochter des Reeders Carl Friedrich Pflüger. 1848 heiratete sie den Kapitän und Reeder Hinrich Hackfeld (1816–1887). Das Paar, der Neffe B. F. Ehlers und der Schwager Johann Pflüger fuhren mit der gekauften Brigantine Wilhelmine 1848 nach Hawaii. Ihre dort gegründete Firma in Honolulu machte u. a. durch Überseegeschäfte, Zuckerrohrplantagen und beim Walfang einträgliche Geschäfte. 1850 eröffneten sie auch einen Laden in Honolulu. Das Unternehmen, seit 1853 Hackfeld & Co, General Commission Agents and Ship Chandlers, wurde zu einem der größten auf dem noch unabhängigen Königreich Hawaii. 1861 erhielt Pflüger den halben Geschäftsanteil. Der deutsch/amerikanische Zuckerfabrikant Claus Spreckels („Sugar King“ von Hawaii) und andere amerikanische Geschäftsleute erlangten immer größeren Einfluss auf die Geschäfte in Hawaii. Deshalb zog sich das Paar zurück, zunächst nach Hamburg und  1871 nach Bremen. Beide gründeten hier in der Langenstraße Nr. 131 eine Firma. Der Neffe Johann Friedrich Hackfeld führte zudem die Geschäfte  der Hackfeld & Co. Ltd in Hawaii bis 1917.
Die Ehe war kinderlos. Für Ganderkesee stiftete Marie Hackfeld und ihr Neffe 1888 den „Hackfeld’schen Marien-Schulfonds“, der begabten Kindern aus der Region zur Weiterbildung zur Verfügung steht. Sie trat nun auch in anderen Bereichen als Mäzenin auf.

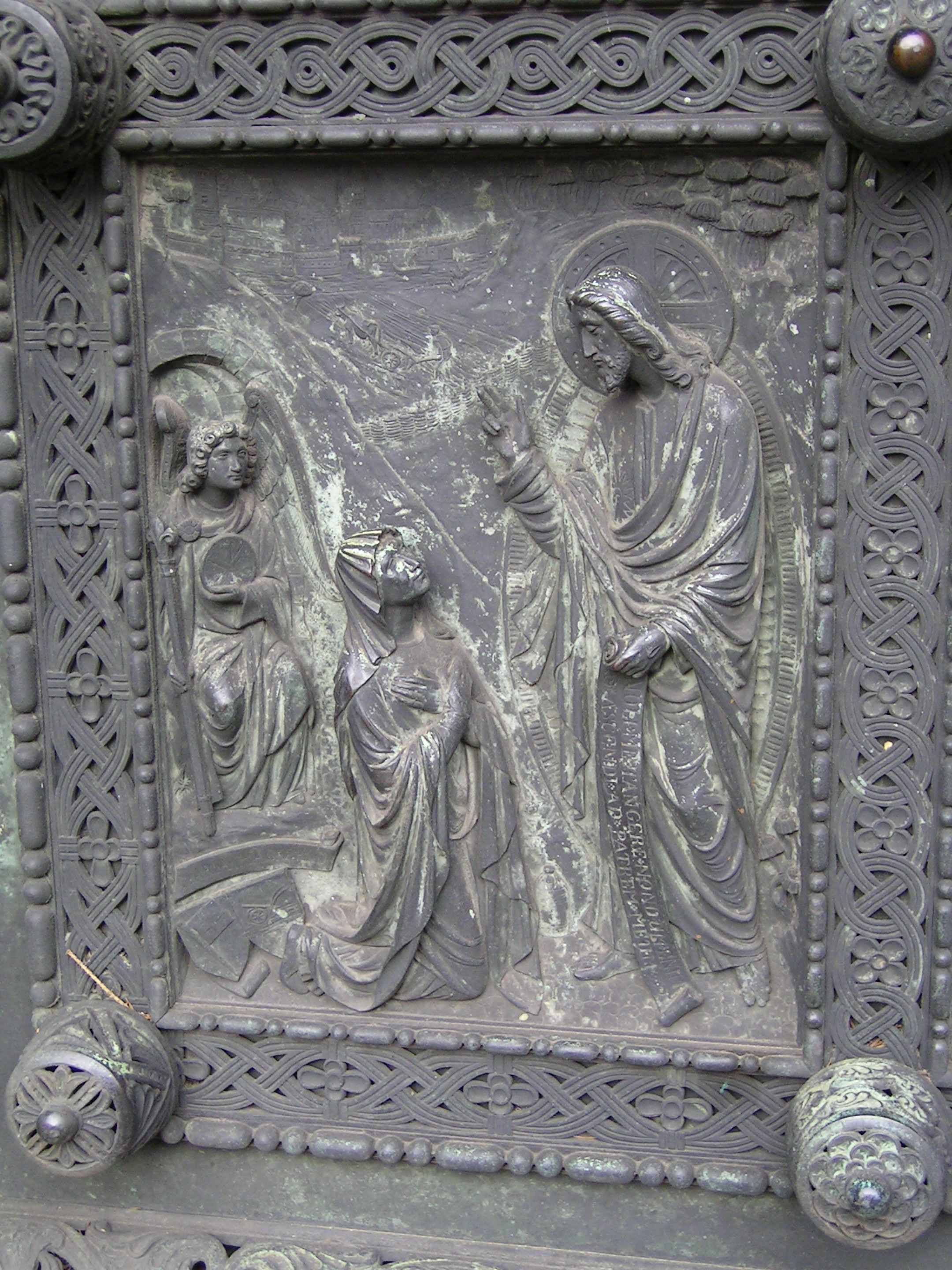
Figurentableau auf der rechten Bronzetür am Westportal des Bremer Doms, mit dem Pflüger’schen Familienwappen (links unten, rechtes Wappenschild)

In den 1890er Jahren stiftete sie die beiden Bronzetüren am Westportal des Bremer Doms. Der Kölner Bildhauer Peter Fuchs entwarf die Türen, die Szenen aus dem Alten und dem Neuen Testament zeigen. Er hat dabei auf der rechten Domtür in der Darstellung Jesus erscheint Maria am Ostermorgen das Pflüger’sche Familienwappen und das Porträt der Stifterin dargestellt. Die Ausführung erfolgte 1895–1898, wobei die bronzenen Türflügel von Josef Louis, Köln, gegossen wurden.
1888 förderte sie das Pflegehaus Sandwichheim in Bremen-Rönnebeck und 1910 das Mütter- und Säuglingsheim in Bremen-Tenever. 1899 schenkte sie Bremen das 1943 zerstörte Volksbad am Steffensweg in Bremen-Walle.
Marie Hackfeld, Johann Hackfeld und Wobetha Magaretha Isenberg, die Witwe des Plantagenbesitzers in Hawaii Paul Isenberg, traten auch als gemeinsame Stifter auf. Das Konsul-Hackfeld-Haus in Bremen-Mitte stiftete ab 1928 Johann Hackfeld.
Sie unterstützte die Aktivitäten der Bremer Frauenbewegung, engagierte Referentinnen und half begabten jungen Frauen in ihrer beruflichen Bildung.

## Ehrungen
- 1893 wurde ein Schiff der Reederei J. C. Pflüger nach ihr benannt, das 1909 beim Großen Vogelsand vor Cuxhaven auflief und sank.[2]
- In Bassum und in Bremen erhielt jeweils die Marie-Hackfeld-Straße ihren Namen